# Global (varumärke)
Global är ett varumärke för köksknivar som tillverkas av det japanska företaget Yoshikin. Globalknivarna lanserades i Sverige i början på nittiotalet.